# Бальгах
Бальгах (нем. Balgach) — коммуна в Швейцарии, в кантоне Санкт-Галлен.
Входит в состав округа Рейнталь. Население составляет 4077 человек (на 31 декабря 2006 года). Официальный код — 3232.